# Running Still
Running Still è il terzo album di Charlie Winston, registrato nel 2011 e pubblicato il 21 novembre 2011 da Real World Records in formato LP, CD e download digitale.

## Il disco
Il primo singolo estratto è Hello Alone.

## Tracce
1. Hello Alone – 3:20
2. Speak To Me – 3:21
3. Wher Can I Buy Happiness – 3:45
4. The Great Conversation – 4:19
5. She Went Quietly – 4:01
6. Unlike Me – 3:49
7. Until You're Satisfied – 3:25
8. Wild Ones – 3:53
9. Making Yourself So Lonely – 4:17
10. Rockin'In The Suburbs – 3:07
11. Summertime Here All Year – 5:05
12. Lift Me Gently – 3:44